# Milichia albomaculata
Milichia albomaculata är en tvåvingeart som först beskrevs av Gabriel Strobl 1900.  Milichia albomaculata ingår i släktet Milichia och familjen sprickflugor. Inga underarter finns listade i Catalogue of Life.